# Puris

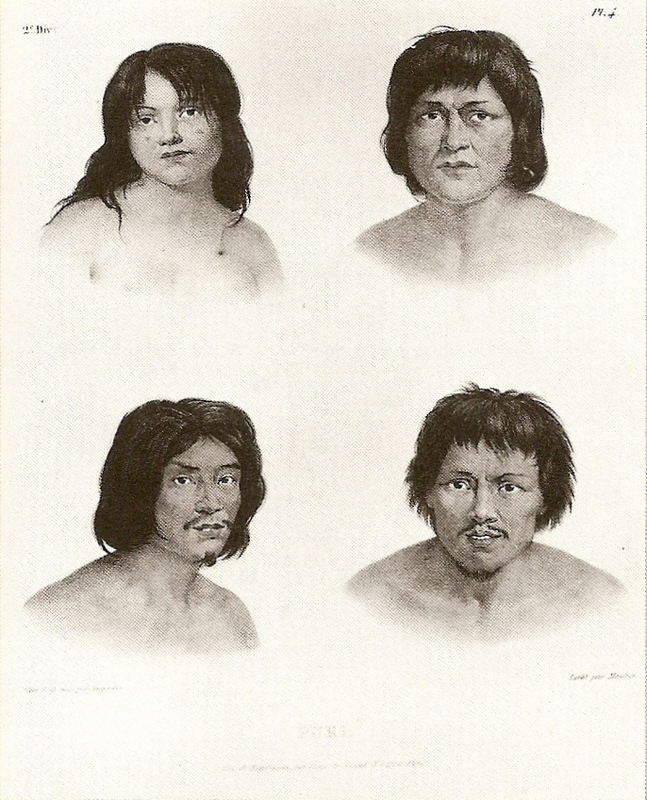
Retratos de indígenas puris feitos pelo pintor alemão Johann Moritz Rugendas no século XIX

Os Puris são um grupo indígena brasileiro pertencente ao tronco linguístico Macro-jê, de habitação originária nos quatro estados do Sudeste do Brasil. Seu território tradicional corresponde a toda a extensão regada pela bacia hidrográfica do rio Paraíba do Sul e áreas limítrofes das bacias dos rios Grande e Doce.
O Rio Paraíba do Sul atravessa a conhecida região sócio-econômica do Vale do Paraíba, sendo o rio mais importante do estado do Rio de Janeiro. O Paraíba do Sul segue entre a Serra do Mar e a Serra da Mantiqueira, esta última percorre o território Puri desde São Paulo até Minas Gerais, passando pelo Rio de Janeiro. As comunidades Puri de Araponga e Padre Brito estão localizadas na Serra da Mantiqueira. No séc. XVIII, antes de serem vendidos como escravos, os Puris foram estimados em mais de 5.000 indígenas. O censo do IBGE 2010 registrou 675 Puris. Desses 335 em MG, 169 no RJ, 113 no ES e 24 em SP.

## Etimologia
O termo “Puri”, tem origem na língua dos Coroado, significando “ousado”.  Isso dever-se-ia ao modo surpresa como esses indígenas atacavam seus inimigos e a mobilidade entre os vales das serras. Os Puris e Coroados eram denominados um pelo outro da mesma forma. Relatos de antigos anciãos contam a origem étnica dos Puris junto aos Coroados e Coropó, formando originalmente um único povo.

## Histórico
Os primeiros registros acerca dos Puris, datam da segunda metade do século XVI. O contato com a expedição comandada por Domingos Luis Grou no Vale do Paraíba em 1587, a presença do povo Puri no Vale do Paraíba relatada pela Câmara de São Paulo em 1591, os registros das andanças do Corsário Anthony Knivet pelo vale do Paraíba no interior de onde seria a capitania do Rio de Janeiro, entre 1592 e 1601, e sua visita a uma aldeia dos “Pouries”. O corsário inglês, em missão ordenada por Martim de Sá, informa que fez contato com grupos dos indígenas “Pories” (Puris) em florestas das margens do Rio Paraíba do Sul:

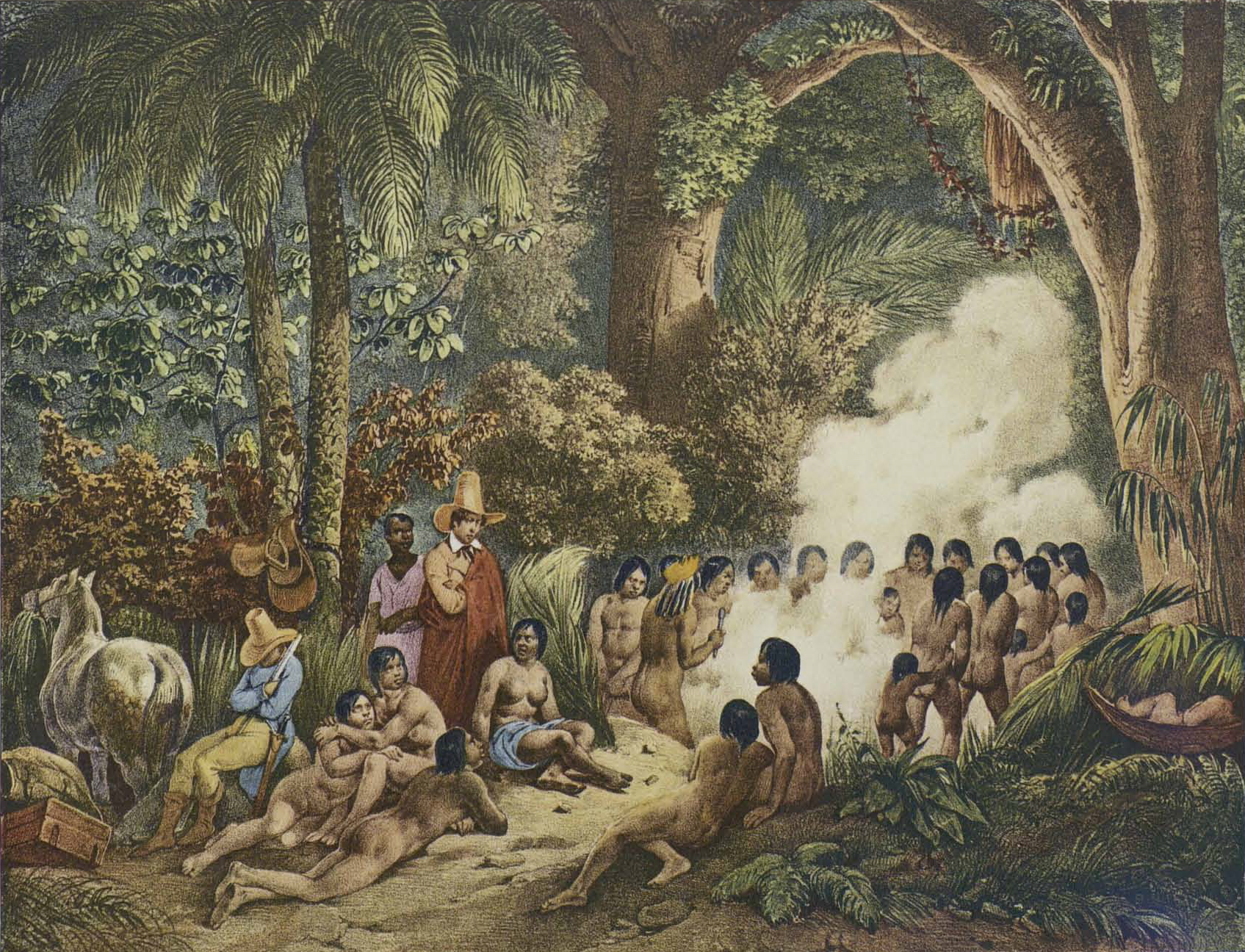
Pintura de Johann Moritz Rugendas do século XIX retratando cerimônia de dança dos índios puris

A partir do fim do século XVIII e início do século XIX, com avanço das fronteiras agrícolas em direção às áreas dos sertões do Vale do Paraíba, os contatos dos Puris, assim como dos povos Coroado e Koropó, também habitantes dessa região; com a sociedade colonial se tornaram frequentes e consequentemente conflituosos. O contato com os grupos indígenas de territórios tradicionais nos sertões se intensificou a partir da expansão colonial do litoral em direção ao interior. Tendo a ocupação colonial se estabelecido primeiramente no litoral, o interior era uma fronteira ainda a ser transpassada, uma área considerada desconhecida, onde ocorria a resistência dos considerados "índios bravos", sobre os quais era aplicado o discurso da necessidade da mão “civilizadora”.
Segundo o sargento-mor Manoel Vieyra Leão, a capitania do Rio de Janeiro em 1767, abrigava uma extensa área ainda não explorada pela marcha colonizadora. A área ignota, indicada como “Certão ocupado por índios brabos” correspondia à confluência do Rio Paraíba do Sul com o Rio Piabanha (região da atual cidade de Três Rios), em direção leste, regiões dos Rios Grande, Rio Negro e o vale denominado como "Does Rios", ocupando vasta área ao norte das serras fluminenses. No século XVIII as regiões denominadas sertões, eram caracterizadas pelo distanciamento da civilização.
No final do século XVIII e início do XIX, o avanço das fronteiras agrícolas em direção às terras do interior do Vale do Paraíba atingiram suas maiores proporções. O povo Puri, a partir principalmente da ocupação de suas terras tradicionais pelo latifúndio cafeeiro, sofreu grande diáspora. De um lado estava colocado a guerra justa imposta aos índios bravos, –aqueles que não queriam ser recolhidos aos aldeamentos criados, de outro, havia a própria prática do aldeamento, que além de modificar o modo de vida desses povos (impactando hábitos, organização social e língua) ainda permitia que a mão-de-obra indígena fosse requisitada para a realização de trabalhos que o governo entendesse necessários – à exemplo da participação indígena decisiva na abertura de estradas, na construção de grandes obras, como o Aqueduto da Carioca, a Casa de Fundição e o Senado, no aterro de áreas para  a abertura de novas ruas e em engenhos de particulares.
Documentos primários e relatos de viajantes no século XIX, citam fracassos das tentativas de aldeamento dos Puri – por motivo de sucessivas fugas, ou morte da maioria deles em poucos anos; descrevem os Puris como “nômades por excelência”, sendo assim, antagônicos à vida sedentária no padrão dos aldeamentos. Os aldeamentos criados objetivavam a “civilização” dos indígenas e sobretudo no século XIX, sua posterior reclassificação como caboclos e aculturados; o que justificaria a dispensação de garantias por lei de seus direitos sobre terras. A invisibilidade da identidade indígena, identificando-o como mestiço, pardo, fazendo essas presenças inexistentes nos documentos oficiais, propiciava a recusa de direito à terra, associada à identidade.

### Miscigenação

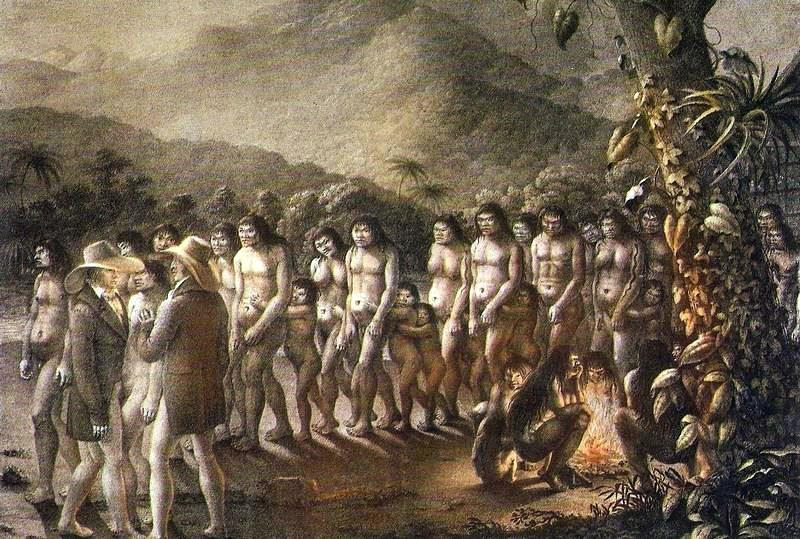
"Dança dos puris", pintura do século XIX de Van de Velden a partir de Johann Baptist von Spix

A política pombalina fomentou a mestiçagem com a introdução da presença de brancos nos aldeamentos. A política administrativa e educacional, visando a nova configuração social dos indígenas foi orientada pelo Diretório dos Índios.  Casamentos entre indígenas e africanos escravizados também foram induzidos e até mesmo forçados por donos de escravizados, buscando assim, o aumento de mão de obra disponível, alegando direito de propriedade sobre as crianças geradas.
“O casamento entre escravos africanos e índios no século XVII parece ter sido bem menos freqüente. [..] No século XVIII, entretanto, este quadro começou a mudar, em decorrência tanto do aumento sensível da população de origem africana em São Paulo quanto do acirramento na competição pela mão-de-obra disponível. É nesse contexto que surgem as primeiras evidências de casamentos forçados. Quando interpelado pelas autoridades sobre sua participação numa série de crimes, o escravo-alfaiate Pedro Mulato Papudo afirmou que havia sido seqüestrado por Bartolomeu Fernandes de Faria e forçado a casar-se com a índia Teresa. Consta ainda, nos autos desse mesmo processo, que a bastarda livre Isabel havia sido obrigada a casar-se com o escravo Luciano.” 
Contudo, as uniões entre indígenas e brancos, indígenas e negros também poderiam ocorrer fora do alcance de influência do Governo e fazendeiros. Um destacado exemplo de relação interétnica amistosa, espontânea, entre os Puris e os negros, aparece na história de Vuitir, o líder Puri que fez parte da formação do aldeamento de São João de Queluz, na província de São Paulo em 1800. Inconformado com os maus tratos dispensados aos africanos escravizados presente no aldeamento e trazidos pelo diretor de índios Januário Nunes da Silva; Vuitir reivindica que cessem os maus tratos dispensando aos negros. Percebendo sua impotência diante daquela situação e não aceitando conviver com aquela realidade, Vuitir vai embora do aldeamento, volta para as matas. Não se tem mais notícia de Vuitir, que acaba se tornando devido a sua atitude, um personagem mítico para os negros escravizados, que passam a chamá-lo de Mongo que em Banto significaria Protetor que passam a invocá-lo em seus cantos amaldiçoando o feitor.

Das festas religiosas, de Santa Cruz, de Santo Antônio, com ofícios celebrados, diante do oratório, ou na capela da fazenda, pelo padre, especialmente, vindo da cidade, os escravos participavam de seus lances ao ar livre, do foguetório, e cantavam em torno da fogueira, dansavam jongo, até tarde da noite, com bom suprimento de cachaça: 
Passei corgo, passei rio, subi morro e passei mato,
Vi a cruz de Passa Quatro, vi cabôco frechadô;
Andei perdido no sertão do Embaú, Fui mordido de urutu...
Mongo Veio não vortô
Em coro triste de vozes todos repetiam: "Mongo Veio não vortô
A figura de Mongo véio resistiu ao tempo e em meados de 1940 o escritor J.N, Mello de Souza, numa festa do 13 de maio em Jataí, ouviu em um jongo esse canto que recordava o “véio” Puri
De qualquer forma, a miscigenação – voluntária ou não – se configurou argumento no sentido de negar a condição de indígena.

### Desaparecimento
A documentação a partir da década de 30 do século XIX demonstra o desaparecimento dos Puris dos documentos oficiais, aparentando um processo de extinção. O trabalho de João Maia demonstra que na década de 30 os Puris viviam em Campo Alegre, alguns na Vila Resende. O autor analisou livros de batismos da matriz de São Vicente Ferrer, e identificou que as crianças indígenas passaram a ser batizadas como pardos. Segundo as fontes de época tratadas por Maia, o último Puri que teve sua identidade étnica reconhecida se chamou Victoriano Bori Santará.
Entretanto, na microrregião de Muriaé, o professor/historiador Sérgio Antônio de Paula Almeida encontrou, em suas pesquisas, registros de indígenas Puri nos livros de batismos da Igreja Matriz de Santo Antônio Antônio, em Miraí. Os registros (1866-1901), analisados pelo professor Sérgio Almeida demostram a permanência dos indígenas da etnia Puri/Croato na região, em meio ao processo de urbanização, até o último quarto do século XIX.  Para o professor a última evidência da presença indígena e do processo de miscigenação ocorrido na região estudada está no registro de batismo do inocente Agostinho, filho natural de Umbelina "cabocla”, datado de 08 de Setembro de 1900. Atualmente, os descendentes, ainda que apresentando características físicas e mantendo costumes incontestavelmente indígenas, negam esta ascendência, temendo pelo preconceito.
Até hoje, é possível perceber o receio da população, principalmente rural, em admitir esta relação, quando perguntados sobre a origem familiar e parentes mais antigos. Este fator se liga ao rápido desaparecimento da memória ancestral. Segundo o professor Sérgio Almeida, atualmente, as gerações com idade abaixo dos 30 anos possuem pouco ou nenhuma memória sobre a sua ancestralidade indígena, e por não verem importância, deixam de mencionar sobre a herança étnica de seus ancestrais a seus descendentes. Ainda, apesar da perene transmissão de cultura ancestral, notadamente no que diz respeito ao conhecimento herbário, poucos ligam à suas raízes étnico familiares. Contudo, os netos e bisnetos de indígenas Puri ainda vivos, mantém fragmentos de memória familiar e boa parte do conhecimento herbário, usado no preparo de chás com raízes do mato.
Um dos fatores responsáveis por esta invisibilidade da identidade indígena também é operado pelo imaginário social, através da concepção de que o povo brasileiro, enquanto resultado de uma “mistura” étnica, diluiu as etnias em uma representação genérica. 
Ainda, a extinção dos indígenas Puri, é contestada por diversos autores ao longo do século XX. O professor Álvaro Astolfo da Silveira, no seu livro Geografia do Estado de Minas Gerais de 1929, relata um aldeamento Puri na bacia do Rio José Pedro, no município de Caparaó; o escritor Paulo Mercadante descreve em seu livro Crônica de uma Comunidade Cafeeira, a presença de grupos Puris pelas matas de São Francisco, Divino e Cachoeira do Boi, na década de 40.
Esses exemplos corroboram para a percepção de que o paradigma da extinção da etnia Puri trata-se de um processo de invisibilidade de identidade conduzido pelo posicionamento do Estado Imperial Brasileiro, através das novas leis relacionadas à posse de terra num processo de cooptação de territórios Puris, que para tanto necessitava se fundamentar na negação da existências dessas identidades, portanto suprimidas dos documentos e reconhecimento oficial.

### Atualidade
Atualmente a etnia Puri possui duas comunidades em áreas rurais de Minas Gerais, uma escola, reconhecimento oficial a níveis municipal e Estadual e duas associações nos municípios de Araponga (Associação de Agricultores Familiares de Araponga) e Barbacena (Associação de Remanescentes de Índios Puri de Padre Brito).
A Associação de Agricultores Familiares de Araponga teve início na década de 80 do século XX, e foi responsável pelo assentamento de mais de 200 famílias em pequenas propriedades rurais, através do que chamam Conquista de Terra em Conjunto: a estratégia consiste na geração de um fundo coletivo para compra de terra a partir de um pequeno grupo de famílias, que uma vez assentadas e minimamente estabilizadas economicamente, reúnem fundos para nova aquisição de terras, destinadas a novas famílias, que aderem ao grupo e ao compromisso de colaborar na aquisição de mais terra para assentar mais famílias. Mediante essa estratégia, as famílias permanecem naquela região de ocupação tradicional Puri, através da prática da coletividade na adesão de suas terras.
Entre os compromissos listados aos membros em relação à organização está o de assumir a cultura Puri. Essa associação também foi responsável pela criação da EFA Puris (Escola Família Agrícola Puris), uma instituição de Ensino Médio Técnico, onde conhecimentos indígenas no trato com a terra e o meio-ambiente dialogam com técnicas modernas de agroecologia e manejo sustentável dos recursos naturais.
Na região da Zona da Mata mineira, a cobertura vegetal da Mata Atlântica em maior parte está situada na área correspondente ao Parque Estadual Serra do Brigadeiro, uma Unidade de Conservação criada em 1996, que abrange nove municípios e em maior extensão, a região de Araponga.
Posta a criação da Unidade de conservação, o movimento sindical de trabalhadores rurais regional – composto em grande parte por famílias Puris – fazendo uso do lema "Em defesa da vida e do meio ambiente" reivindicam a participação em todas as etapas da implantação da Unidade de conservação nas Serras. A proibição de acesso à mata e a não desapropriação da população tradicional habitante do local, foi a causa defendida, sendo apontada a pertença ao território originário, já alvo de históricas ações do latifúndio e a relação de conservação existente entre essa população e a área de mata das Serras. A relação de conservação com a mata e a defesa ambiental, são associadas por essas famílias de agricultores Puris como competências da cultura Puri. 
Ainda sobre a cidade de Araponga, importa destacar a criação do Centro de Estudos e Promoção Cultural (CEPEC), tendo desde a idealização e fundação, a presença de Puris da região. O trabalho desenvolvido se destina ao registro e valorização da cultura tradicional da região da Serra do Brigadeiro – antes, Serra dos Arrepiados, o que inclui aspectos da cultura Puri preservados entre a população local – como a tradição ancestral Puri de banhar as crianças pequenas em sangue de tatu.
Em Barbacena, a comunidade Puri de Padre Brito é reconhecida pelo Conselho Municipal do Patrimônio Histórico e Artístico de Barbacena – COMPHA como Patrimônio cultural imaterial. Além do reconhecimento a nível municipal, a prefeitura inseriu ao seu calendário oficial o Festival da Cultura Indígena. O Festival anual promove a História e Cultura do povo Puri e está em sua terceira edição. A comunidade de Puris fundou há dois anos a Associação de Remanescentes Índios Puri de Padre Brito. Apesar do reconhecimento oficial, a Associação luta pela garantia de direitos básicos, como educação, saúde e terra para a realização de cultivo de alimentos e ervas medicinais – o uso da medicina tradicional constitui aspecto da tradição mais destacadamente preservado nessa comunidade Puri, sendo conhecedores de tratamentos para além dos conhecidos na cultura popular geral. 
No meio urbano, na cidade do Rio de Janeiro, a etnia Puri está estruturada em movimentos organizados: Resistência Puri (que também atua em Minas Gerais), Ressurgência Puri e Txemím Puri - Grupo de Pesquisa e revitalização da língua Puri Resgate e Preservação da História e cultura Puri.
Esses movimentos atuantes na cidade do Rio se deram a partir do contato de Puris com a Aldeia Maraká’nà.[carece de fontes?]